# Cimetière d'Igualada
Le cimetière d'Igualada ou nouveau cimetière (catalan : Cementiri Nou) est un cimetière situé à Igualada, près de Barcelone, dans l'Anoia, en Catalogne.
Œuvre d'architecture contemporaine, le lieu fait partie du patrimoine remarquable européen du XXe siècle.

## Présentation
Conçu par les architectes Enric Miralles et Carme Pinós, le cimetière est construit entre 1985 et 1994 pour remplacer le Vieux Cimetière (en catalan : Cementiri Vell) de la ville d'Igualada.
Le cimetière, conçu comme un parc, est considéré comme l'une des œuvres les plus poétiques de l'architecture catalane du XXe siècle.

## Postérité
L'architecte Enric Miralles, décédé en l'an 2000 à Sant Feliu de Codines, est enterré dans l'une des sépultures du cimetière.

## Personnalités inhumées dans le cimetière
- Enric Miralles (1955-2000), architecte catalan, créateur du lieu.